# Heathcliff și Marmaduke
Heathcliff și Marmaduke (engleză Heathcliff and Marmaduke) este un serial de animație pentru sâmbetele de dimineață, de 30 de minute, bazat pe banda desenată Heathcliff creată de George Gately. Serialul este produs de Ruby-Spears Productions și a avut premiera pe canalul ABC pe 12 septembrie 1981.
Acesta urmărește aventurile motanului Heathcliff în orașul Westfinster unde acesta le provoacă belele tututor din jur. Alături de aceste desene cu Heathcliff au fost difuzate și aventurile câinelui tont dar drăgăstos Marmaduke, din benzile desenate de către aceeași companie, asimilate cu Heathcliff (însă desenele lui Marmaduke au fost întotdeauna primele difuzate în fiecare episod).
Doi ani după acest serial, încă unul bazat pe Heathcliff a fost produs de DIC Entertainment și a fost numit simplu Heathcliff.
În România, serialul a fost difuzat pe canalul Boomerang în limba engleză.

## Episoade
1. Home Run Rover/Gator Go Round/Play Grounded
2. Missy Miseque/Crazy Daze/Shuttle Off to Buffalo
3. Wish Bones/Caught Cat Napping/Wondermutt
4. Gone with the Whim/Dud Boat/Seagoing Watchdog
5. Beach Brawl/Of Mice and Menace/Tricky Treat
6. Ghostly Goof Up/A Briefcase of Cloak and Dagger/Fret Vet
7. Bearly Camping/Tabby and the Pirate/Gold Fever Fracas
8. Police Pooch/Mush Heathcliff Mush/Bone to Pick with Marmaduke
9. Surburden Cowboy/A Close Encounter/Marmaduke of the Movies
10. Baby Sitting Shenanigans/A New Kit on the Block/Kitty Sitter
11. Leapin' Leprechaun/Clonin' Around/School Daze
12. Caper Cracker/Cat Kit/Barking for Dollars
13. The Lemonade Kid/The Great Milk Factory Fracas/Double Trouble Maker

## Legături externe
- Heathcliff și Marmaduke la Internet Movie Database